# Campeonato Europeo de Baloncesto Femenino de 1974
El 14 Campeonato Europeo de Baloncesto Femenino se celebró en Italia entre el 23 de agosto y el 3 de septiembre de 1974 bajo la denominación EuroBasket Femenino 1974. El evento fue organizado por la Confederación Europea de Baloncesto (FIBA Europa) y la Federación Italiana de Baloncesto.
Un total de trece selecciones nacionales afiliadas a FIBA Europa compitieron por el título europeo, cuyo anterior portador era la Selección femenina de baloncesto de la Unión Soviética, vencedor del EuroBasket 1972. 
La Selección femenina de baloncesto de la  Unión Soviética conquistó su 12 medalla de oro continental, siendo los medallistas de plata el equipo de Checoslovaquia.  El conjunto de Italia obtuvo la medalla de bronce.

## Plantilla del equipo campeón
- Unión Soviética:

Ol'ga Sucharnova, Aleksandra Ovčinnikova, Raïsa Kurv'jakova, Ol'ga Baryševa, Tat'jana Ovečkina, 
Ljudmila Kuznecova, Uliana Semiónova, Nadežda Zacharova, Nelli Ferjabnikova, Nadežda Šuvaeva,Tamāra Dauniene, Natalja Klymova. Seleccionadora: Lidia Alekséyeva
| Predecesor: Bulgaria 1972 | Campeonato Europeo de Baloncesto Femenino 14 edición | Sucesor: Francia 1976 |